# イヌシダ
イヌシダ Dennstaedtia hirsuta (Sw.) Mett. ex Miq. は、コバノイシカグマ科のシダ植物。崖地や岩の隙間から出て細長い葉を垂らす小型のシダで、人家周辺にも見られる。

## 特徴
やや小型のシダ類。夏緑性だが、暖地では冬も葉が残る。普通は秋に出る葉だけが越冬する。根茎は径1-2mmと細く、短く匍匐する。根茎には端褐色の長い毛が生えており、葉を接近して出す。
葉には大まかながら栄養葉と胞子葉の2形があり、それらはいずれもほぼ同じような形ではあるが、長さなどに違いはある。胞子葉はより長くて立ち上がって伸び、栄養葉はやや短くて地面に接し、垂れ下がるように伸びる。また、栄養葉の方が羽片の縁の切れ込みが浅い。葉柄は長さ(2-)5-15cmで淡黄緑色、柔らかい毛が一面に生えている。葉身は披針形で、長さ7-25cm、幅は2-8mmで草質、淡褐色の毛が一面に生える。ちなみに毛が多いので、遠目では埃を被ったようにも見える1-2回羽状複葉で、側羽片は三角状広披針形で羽状深裂から全裂になっており、先端は鈍く尖るかやや強く尖る。裂片の縁に切れ込みが入るか、または鋸歯がある。胞子嚢群は葉の縁に付き、包膜はコップ状で毛が生えている。
名前については、白い毛が密生する様子をイヌにたとえたものと言われる。ちなみに和名の頭にイヌとつける場合、その名のものより劣ったもの、あるいは役に立たないものを示す例が多く、池畑は『シダにイヌをつけると意味不明』と書いている。ちなみに牧野はやはり毛が多いことからイヌにたとえたとの説を採るが、最後に「であろう。」としており、推測に過ぎないことを示しているようだ。

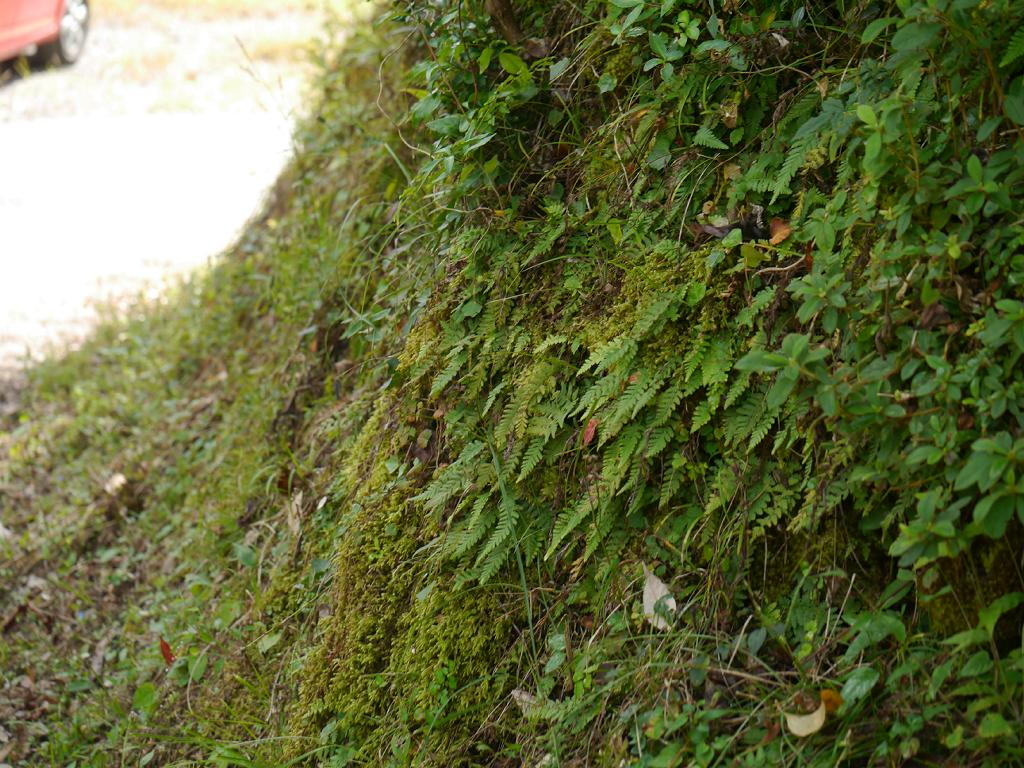
道際の群落
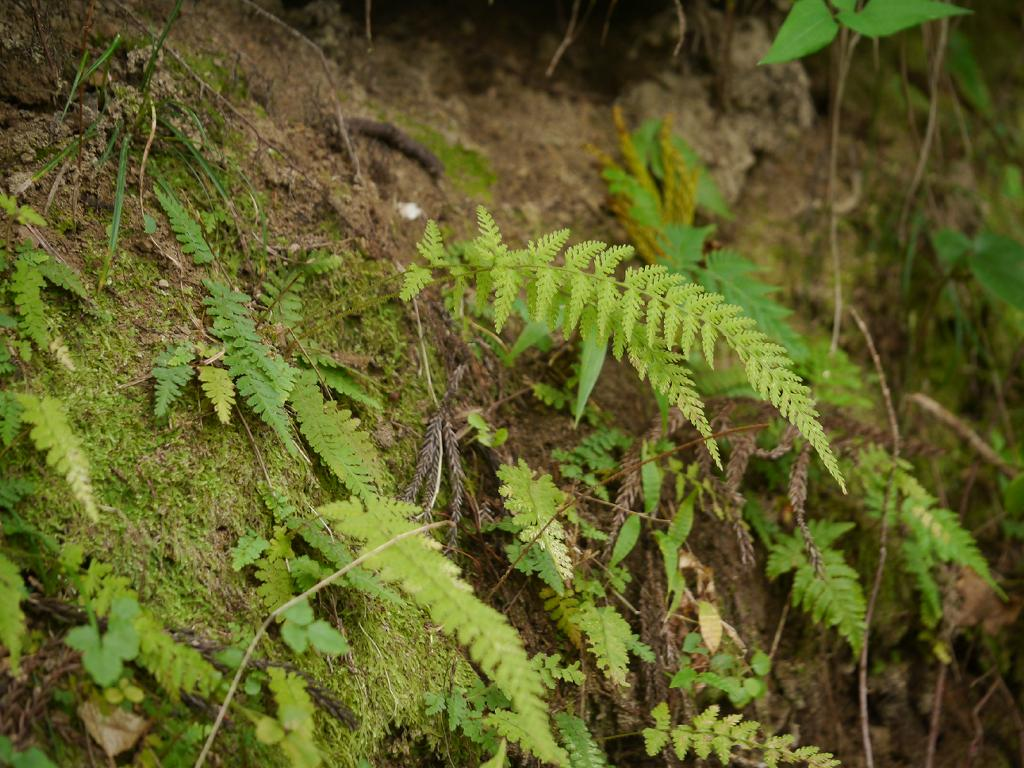
胞子葉と栄養葉
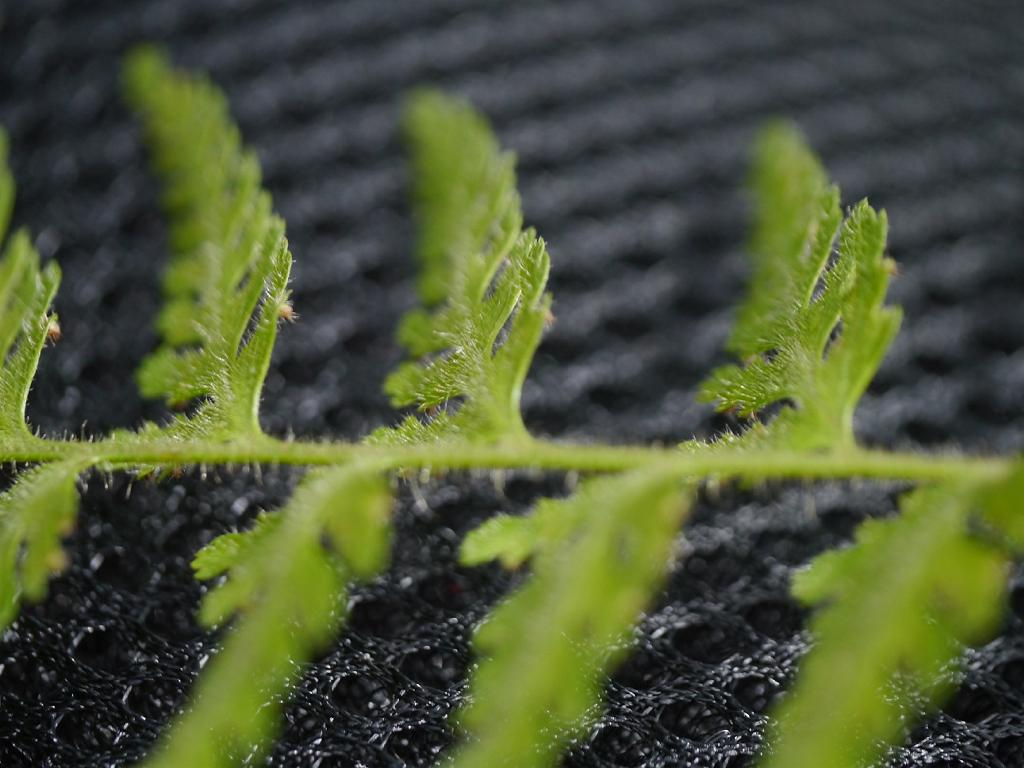
葉の表面の毛
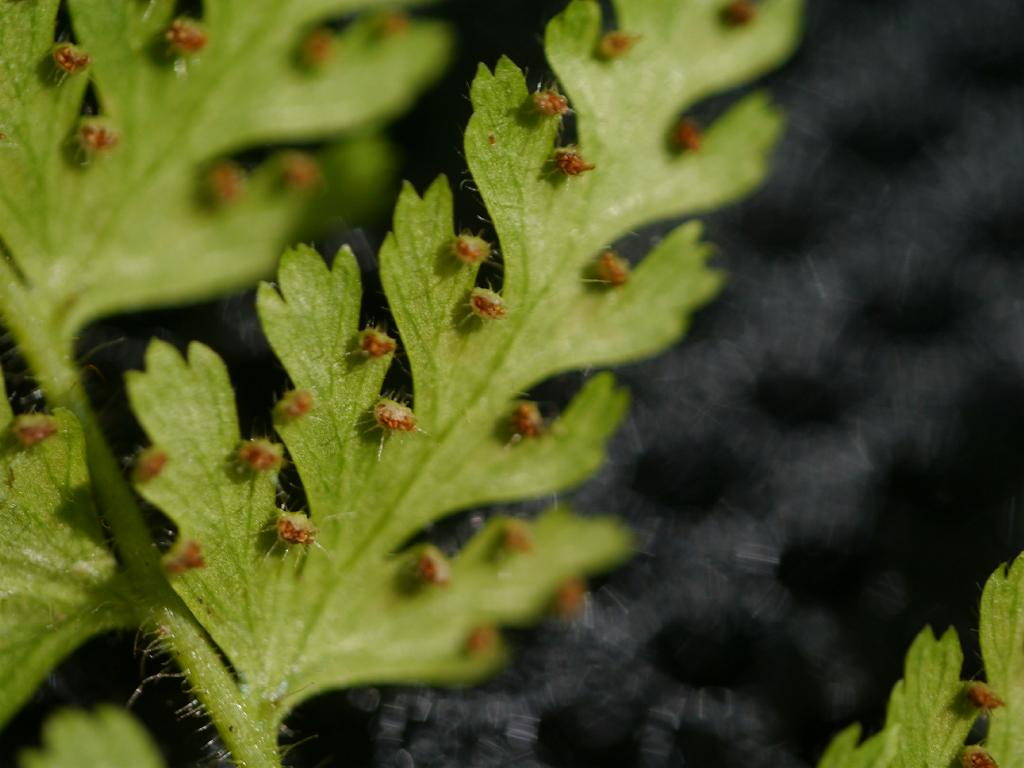
胞子葉の裏面
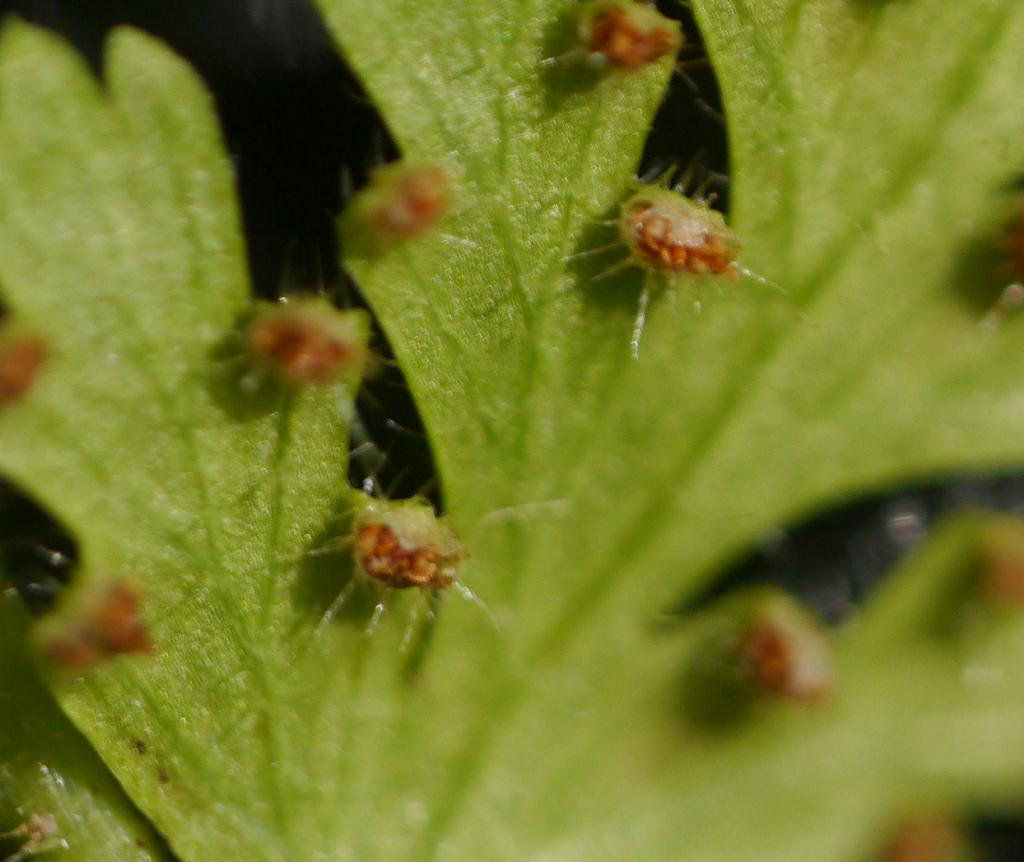
胞子嚢群の拡大

## 分布と生育環境
日本では北海道から九州まで広く見られるが、南西諸島には分布しない。国外ではロシア東部、中国、朝鮮、台湾、それにフィリピンのルソン島で報告されている。
日向の岩の隙間や粘土質の堤などに生育し、人家周辺にも出現する。牧野は乾き気味の所に多いとしている。普通は崖状の地形から垂れ下がるような形で生育している。葉が垂れているのを見ることが多いが、夏頃に出る胞子葉は立ち上がって伸びる。暖地では、秋に栄養葉が出て、これが地表に伏す形で越冬する。

## 下位分類
一応学名の与えられたものとして、以下の2品種がある。ただし、いずれも奇形と考えられる。
- D. hirsuta
  - f. cristata (Nakai) Tagawa　シシイヌシダ：裂片の切れ込みが縮れて獅子葉になったもの。
  - f. lacinniata (Nakai) Tagawa　フギレイヌシダ：羽片が楕円形で1cmほど、細かく深く切れ込んでいるもの。

他に以下の変種がある。ただし、岩槻編(1992)は区別の必要があるかは疑問、としている。
- D. hirsuta var. bipinnata (H. Ito) Tagawa　カラクサイヌシダ：日光に産し、裂片は羽状に深裂し裂片がまばらで、少数の切れ込みが入る。

## 類似種
コバノイシカグマ属は日本には3種あり、このうちコバノイシカグマは地上性の中型のシダで、本種より遙かに大きい。ただし小苗の内は似て見えることもあるが、本種の葉身は披針形であるのに対して、この種では三角形に近く、幅広い。コバノイシカグマより一回り毛深い印象がある。もう1種のオウレンシダはやや本種に似るが、葉の表面には小さな毛がまばらにあるのみであり、その点で本種とは簡単に区別出来る。
雰囲気はチャセンシダ科のものに似る。特にトラノオシダには似ているが、本種は毛が多いことで区別出来る。なお、トラノオシダとは生育環境も似ており、また胞子葉が栄養葉より長くて立つ点でも似ている。ついでにトラノオシダも日本全土にあって国外にもあるが、南西諸島ではきわめて希で奄美と、それに沖縄本島の1カ所しか知られていない。もちろん胞子嚢群は全く異なるので、混同することはない。